# Алопеус, Яков Самойлович
Яков Самойлович Алопеус (1811—1882) — русский военный деятель, генерал от артиллерии.

## Биография
Родился 3 мая 1811 года.
Окончил Офицерские классы Артиллерийского училища в 1830 году. Служил в полевой пешей артиллерии.
Участник польской кампании 1830—1831 годов.
В 1847—1853 годах — командир 3-й артиллерийской бригады 3-й пехотной дивизии.
В 1853—1855 годах — командир 1-й бригады 1-й пехотной дивизии.
В 1855—1856 годах — начальник 2-й гвардейской резервной пехотной бригады.
В 1863—1865 годах — командир 36-й пехотной дивизии.
В 1876—1881 годах — комендант Свеаборгской крепости.
Чины: офицер (1828), полковник (1842), генерал-майор (1851), генерал-лейтенант (1860), генерал от артиллерии (1878).
Умер 26 марта 1882 года в Санкт-Петербурге.

## Награды
Российской империи:
- Орден Святой Анны 4-й степени «за храбрость» (1831)[3]
- Знак отличия за военное достоинство 4-й степени (1831)[3]
- Орден Святого Владимира 4-й степени (1845)[4]
- Орден Святой Анны 2-й степени (1850); императорская корона к ордену (1854)[3]
- Знак отличия за XX лет беспорочной службы (1851)[3]
- Орден Святого Георгия 4-й степени за 25 лет выслуги в офицерских чинах (№ 9042; 26 ноября 1853)[3]
- Орден Святого Владимира 3-й степени (1856)[3]
- Орден Святого Станислава 1-й степени (1858)[3]
- Орден Святой Анны 1-й степени (1863); императорская корона к ордену (1867)[5]
- Орден Святого Владимира 2-й степени (1870)[5]
- Орден Белого орла (1873)[5]

Иностранных государств:
- Орден Красного орла 3-й степени (1851, королевство Пруссия)[3]